# Storthoaks n.º 31
Storthoaks n.º 31 es un municipio rural canadiense situado en la provincia de Saskatchewan.

## Superficie
Storthoaks n.º 31 tiene una superficie de 551,21 km².

## Demografía
En 2021, tenía 306 habitantes, una densidad poblacional de 0,6 hab./km², y 131 viviendas.